# Saint-Lary-Boujean
Saint-Lary-Boujean település Franciaországban, Haute-Garonne megyében. Lakosainak száma 127 fő (2022. január 1.). Saint-Lary-Boujean Cardeilhac, Cassagnabère-Tournas, Charlas, Ciadoux, Saint-Marcet és Saman községekkel határos.

## Népesség
A település népessége az elmúlt években az alábbi módon változott:
| Lakosok száma | 129  | 127  | 137  | 109  | 133  | 136  | 141  | 132  | 127  | 127  |
|               | 1968 | 1982 | 1990 | 2006 | 2013 | 2015 | 2017 | 2019 | 2020 | 2022 |